# Диполонийплатина
Диполонийплатина — бинарное неорганическое соединение,
полония и платины
с формулой PtPo2,
серые кристаллы.

## Получение
- Сплавление стехиометрических количеств чистых веществ[2] или осаждение на поверхность платины паров полония возгоняемых в вакууме [3]:

{\displaystyle {\mathsf {Po+Pt\ {\xrightarrow {T}}\ PtPo_{2}}}}

## Физические свойства
Диполонийплатина образует серые кристаллы
гексагональной сингонии,

параметры ячейки a = 0,4104 нм, c = 0,5606 нм, Z = 1,
структура типа гидроксида кадмия
.